# Symplocos kothayarensis
Symplocos kothayarensis är en tvåhjärtbladig växtart som beskrevs av Sundaresan, Jothi, S.Rajkumar och Manickam. Symplocos kothayarensis ingår i släktet Symplocos och familjen Symplocaceae. Inga underarter finns listade i Catalogue of Life.